# Otto Group
Pour les articles homonymes, voir Otto.
 (septembre 2017).
Si vous disposez d'ouvrages ou d'articles de référence ou si vous connaissez des sites web de qualité traitant du thème abordé ici, merci de compléter l'article en donnant les références utiles à sa vérifiabilité et en les liant à la section « Notes et références ».
Otto Group, anciennement Otto Versand AG est une entreprise allemande, actif dans la vente à distance et présent dans 23 pays en Europe, aux Etats-Unis et en Asie.

## Historique
L'entreprise est créé par Werner Otto en 1949 à Hambourg. Elle compte alors trois employés. Son premier catalogue de vente par correspondance est édité en 1950. Aujourd'hui, le groupe emploie 53 000 personnes. La famille Otto est l'une des plus riches d'Allemagne.

## Filiales du Groupe Otto
- Agediss
- Alaba Moda
- Baumarkt Direkt
- Baur
- Blue Yonder
- Bonprix
- Crate and Barrel
- EOS Group
- Frankonia
- Freemans Grattan Holdings
- Hanseatic Bank
- Hanseatic Versicherungsdienst
- Heine (en France, sous le nom Helline)
- Hermes-OTTO International
- Hermes Europe GmbH
- Hermes Hansecontrol Group
- Küche&Co
- Lascana
- Limango (entreprise de commerce électronique)
- Manufactum
- Mirapodo
- myToys.de
- O.F.T.
- OTTO
- Otto Group Russia
- Otto Japan
- Otto Office
- QUELLE
- Schwab
- shopping24
- shopping24 internet group
- smatch.com
- SportScheck
- UNITO Versand & Dienstleistungen GmbH
- Witt-Group